# 基础医学
基础医学（BMS），属于基础学科，是现代医学的基础。基础医学是研究人的生命和疾病现象的本质及其规律的自然科学。其所研究的关于人体的健康与疾病的本质及其规律为其他所有应用医学所遵循。
基础医学包括如下几个内容：人体解剖学、组织学和胚胎学、生理学、生物化学、微生物学、寄生虫学、免疫学、病理学、病理生理学、藥理學、毒理學、分子生物学、神經生物学和流行病學。